# Antoni Hanusz
Antoni Hanusz (ur. 8 października 1953 w Starachowicach) – polski prawnik, profesor nauk prawnych, sędzia Naczelnego Sądu Administracyjnego, specjalista z zakresu prawa finansowego, pracownik Wydziału Prawa i Administracji Uniwersytetu Marii Curie-Skłodowskiej w Lublinie.

## Życiorys
Studia na Wydziale Prawa i Administracji UMCS w Lublinie ukończył w 1977. Podczas studiów, w roku akademickim 1976/1977 pełnił funkcję prezesa SKNP UMCS. W 1983 uzyskał stopień naukowy doktora. Habilitował się w 1997 na podstawie pracy pt. Polityka podatkowa w zakresie różnicowania obciążeń dochodów rolniczych w Polsce. Na przykładzie podatków gruntowego i rolnego. W 2005 uzyskał tytuł profesora nauk prawnych. W 2011 objął funkcję kierownika Katedry Prawa Finansowego UMCS. Jest także kierownikiem Podyplomowego Studium Prawa Podatkowego UMCS. Od 2002 jest sędzią Izby Finansowej Naczelnego Sądu Administracyjnego.
Ukończył aplikację radcowską. Odbył staże naukowe na Wydziale Ekonomicznym Uniwersytetu w Zagrzebiu, Katedrze Prawa Podatkowego Uniwersytetu Ruhry w Bochum, Uniwersytecie Berkeley, Międzynarodowym Biurze Dokumentacji Podatkowej w Amsterdamie, Trybunale Sprawiedliwości Unii Europejskiej i Europejskim Trybunale Praw Człowieka oraz Tokyo University of Science.
Jest autorem publikacji dotyczących prawa finansów publicznych, prawa podatkowego, postępowania podatkowego i postępowania przed sądami administracyjnymi.
Został członkiem Komisji Egzaminacyjnej dla Biegłych Rewidentów, Państwowej Komisji Egzaminacyjnej Do Spraw Doradztwa Podatkowego, Rady Legislacyjnej przy Prezesie Rady Ministrów X, XII, XIII i XIV kadencji. 7 czerwca 2019 r. w uznaniu dorobku naukowego i zasług w zakresie współpracy z japońskimi przedstawicielami nauki prawa finansowego, został przyjęty do Japan Association of Public Finance Law – Japońskiego Stowarzyszenia Prawa Finansów Publicznych.
Wykładowca Krajowej Szkoły Sądownictwa i Prokuratury.
Wszedł w skład komitetu redakcyjnego czasopism Państwo i Prawo oraz Przegląd Legislacyjny oraz International Journal of Legal and Social Order, a także został członkiem Rady Naukowej czasopism Kwartalnik Prawa Publicznego oraz Świat Lekarza.
W 2012 za działalność na rzecz rozwoju nauki i osiągnięcia w pracy dydaktycznej otrzymał Srebrny Krzyż Zasługi. W 2018 za wybitne osiągnięcia na polu naukowym został odznaczony Złotym Krzyżem Zasługi.